# Copa del Rey de hockey patines 2021
La Copa del Rey de hockey patines 2021 fue la septuagésima séptima edición de la Copa del Rey de este deporte. La sede única fue la ciudad de La Coruña y los encuentros se jugaron en el Palacio de los Deportes de Riazor entre el 10 y el 13 de junio de 2021. Cabe destacar que, por segunda vez en la historia, se disputó la Copa del Rey y de la Reina de forma conjunta.
La competición la jugaron los 8 mejores equipos de la OK Liga 2020-21 en la primera vuelta de la liga, siete catalanes y uno gallego, emparejados según el sorteo efectuado el 20 de mayo de 2021 en el ayuntamiento de la Coruña.
El campeón de esta edición fue el Deportivo Liceo, que consiguió su décimo título de copa.

## Equipos participantes
- Club Esportiu Noia
- FC Barcelona
- Reus Deportiu
- Deportivo Liceo
- Club Patí Voltregà
- Club Esportiu Lleida Llista Blava
- Girona Club de Hoquei
- Club Hoquei Caldes

## Resultados
|  | Cuartos de final | Cuartos de final |              |               | Semifinales | Semifinales |  |       | Final       | Final       |  |
|  | 10-11 de junio   | 10-11 de junio   |              |               | 12 de junio | 12 de junio |  |       | 13 de junio | 13 de junio |  |
|  |                  |                  |              |               |             |             |  |       |             |             |  |
|  |                  |                  |              |               |             |             |  |       |             |             |  |
|  | CH Caldes        | 5                |              |               |             |             |  |       |             |             |  |
|  | CH Caldes        | 5                |              |               |             |             |  |       |             |             |  |
|  | CE Lleida        | 4                |              |               |             |             |  |       |             |             |  |
|  | CE Lleida        | 4                |              | CH Caldes     | 1           |             |  |       |             |             |  |
|  |                  |                  |              | CH Caldes     | 1           |             |  |       |             |             |  |
|  |                  |                  | Liceo        | 4             |             |             |  |       |             |             |  |
|  | Liceo            | 3                | Liceo        | 4             |             |             |  |       |             |             |  |
|  | Liceo            | 3                |              |               |             |             |  |       |             |             |  |
|  | CP Voltregà      | 2                |              |               |             |             |  |       |             |             |  |
|  | CP Voltregà      | 2                |              |               |             |             |  | Liceo | 3           |             |  |
|  |                  |                  |              |               |             |             |  | Liceo | 3           |             |  |
|  |                  |                  | FC Barcelona | 2             |             |             |  |       |             |             |  |
|  | Reus Deportiu    | 7                | FC Barcelona | 2             |             |             |  |       |             |             |  |
|  | Reus Deportiu    | 7                |              |               |             |             |  |       |             |             |  |
|  | Girona CH        | 6                |              |               |             |             |  |       |             |             |  |
|  | Girona CH        | 6                |              | Reus Deportiu | 3           |             |  |       |             |             |  |
|  |                  |                  |              | Reus Deportiu | 3           |             |  |       |             |             |  |
|  |                  |                  | FC Barcelona | 6             |             |             |  |       |             |             |  |
|  | FC Barcelona     | 6                | FC Barcelona | 6             |             |             |  |       |             |             |  |
|  | FC Barcelona     | 6                |              |               |             |             |  |       |             |             |  |
|  | CE Noia          | 3                |              |               |             |             |  |       |             |             |  |
|  | CE Noia          | 3                |              |               |             |             |  |       |             |             |  |
|  |                  |                  |              |               |             |             |  |       |             |             |  |

## Final
| Fecha                                                   | Hora  | Partido | Partido | Partido      |
| ------------------------------------------------------- | ----- | ------- | ------- | ------------ |
| 13 de junio                                             | 13:15 | Liceo   | 3-2     | FC Barcelona |
| Pabellón: Palacio de los Deportes de Riazor (La Coruña) |       |         |         |              |